# Terence Tunberg
Terence Tunberg, né à Los Angeles le 12 août 1950, est un latiniste américain et professeur de lettres classiques à l'Université du Kentucky à Lexington

## Biographie
Il est le promoteur du Latin vivant et est l'auteur de nombreuses publications en latin, honorées de prix par le Vatican.
Il est le fils du célèbre scénographe, romancier et producteur de film américain Karl Tunberg auteur de nombreux scénarios de films dont le plus célèbre est Ben Hur. Il cosigna ainsi avec son père le livre The Quest of Ben Hur, publié en 1981.